# Birthday (The Beatles-dal)
A Birthday a The Beatles angol rockegyüttes dala az 1968-as azonos címet viselő dupla nagylemezről (vagy más néven Fehér Album). John Lennon és Paul McCartney közös szerzeménye, de leginkább Paul McCartney tekinthető a tényleges szerzőnek. A dal a nagylemez harmadik oldalának (vagy a lemez CD-változataiban a második lemezének) nyitószáma. 2010. július 7-én a két túlélő tag, Paul McCartney és Ringo Starr előadta a dalt a Radio City Music Hall-ban, Starr 70. születésnapi rendezvényén.

## A dal megírása
A dalt nagyrészt az EMI stúdiójában írta Lennon és McCartney az 1968. szeptember 18-ai ülésnapon. McCartney így nyilatkozott a dal keletkezésével kapcsolatban: "Azt gondoltuk, miért nem találunk ki valami újat?" Így hát lejátszottunk egy riffet, és eköré kezdtük el írni a dalt. Tehát fifti-fifti alapon John és én kitaláltuk a helyszínen, és ugyanazon az estén rögzítettük is." Az ülés közben az együttes és a technikai stáb egy rövid szünete tartott McCartney sarki házában, hogy megnézze az 1956-os The Girl Can't Help It című rock & roll filmet, amelyet először mutattak be a brit televízióban. A film megtekintése után visszatértek a stúdióba.
George Martin távollétében asszisztense, Chris Thomas felügyelte a felvételt. Emléke szerint a dal leginkább McCartney szerzeménye volt: "Paul volt az első, aki a dalban riffet játszott. Később megérkeztek a többiek, addigra Paul megírta a teljes dalt, ott a stúdióban." A stúdióban mindenki énekelt, és hajnali 5 óra volt, mire elkészült a dalhoz az utolsó monó hangzású keverés.
Lennon 1980-ban egy Playboy magazinnak adott interjújában így nyilatkozott a dalról: "A "Birthday"-t a stúdióban írtuk. Csak a helyszínen találtuk ki. Azt hiszem, Paul olyan dalt akart írni, mint a "Happy Birthday Baby" című régi ötvenes évekbeli sláger. De ezt valahogy a stúdióban találtuk ki. Egy szemét volt."
A mű egy bevezető dobfeltöltéssel kezdődik, majd közvetlenül egy blues-menetbe lép át, A hangnemben (a basszusgitár megduplázott riffét követve), miközben McCartney magas, addig Lennon pedig alacsony hangterjedelemben énekel. Ezt követően egy nyolc ütemig tartó dobolás a középső részbe viszi a dalt, amely teljes mértékben dominál. A blues progressziós/gitárriff hangszeres rész megismétlődik, zongoraszólammal kiegészítve, mielőtt visszatérne az első énekrész ismétléséhez (a zongorakíséret alatt).

## A dal öröksége
A megjelenés 50. évfordulójával egy időben Jacob Stolworthy, a The Independent egyik munkatársa a Birthday-t a 17. helyre sorolta a Fehér Album 30 számának rangsorában. A dalról így írt: "Az [az album] második felének nyitánya az ismerős Beatles módszert követi egy rögtönzött riffel, amely a lemez legnagyobb fülbemászó dallama lehet. Nevetséges, hogy Lennon a későbbiekben "szemétnek" nevezte [ezt a dalt]."

## Közreműködött
Ian MacDonald szerint. Ettől eltér a 2018-as The Beatles: Super Deluxe kiadás dobozkészletéhez mellékelt könyv, amely egy alternatív felállást kínál, amely "megdönt néhány mítoszt avval kapcsolatban, hogy ki milyen módon működött közre a dalban":
- Paul McCartney – ének, hathúros basszusgitár, zongora
- John Lennon – vokál, szólógitár
- George Harrison – szólógitár, tamburin
- Ringo Starr – dob, taps
- Pattie Harrison – vokál
- Yoko Ono – vokál
- Mal Evans – taps

## Paul McCartney élő változata
Paul McCartney 1990. október 8-án adott ki élő koncert változatot az Egyesült Királyságban, valamint az Amerikai Egyesült Államokban kazettán október 16-án. Az eredetileg a Tripping the Live Fantastic
élőalbumhoz megjelentetett kislemez a 29. helyet érte el a brit kislemezlistán és a 3. helyet Olaszországban. A B oldal a Good Day Sunshine élő változata volt. McCartney egy további kislemezt és CD-lemezt is kiadott ugyanezzel a dallal, valamint két további élő számot, a P.S. Love Me Do és Let 'Em In címmel. A P.S. Love Me Do a P.S. I Love You és Love Me Do keveréke volt.

### Helyezés
| Ország                   | Helyezés |
| ------------------------ | -------- |
| Amerikai Mainstream Rock | 35       |
| Brit kislemezlista       | 29       |
| Európai kislemezlista    | 75       |
| Holland kislemezlista    | 68       |
| Ír kislemezlista         | 22       |
| Olasz kislemezlista      | 3        |

## Fordítás
Ez a szócikk részben vagy egészben  a   Birthday (Beatles song) című angol Wikipédia-szócikk fordításán alapul.  Az eredeti cikk szerkesztőit annak laptörténete sorolja fel. Ez a jelzés csupán a megfogalmazás eredetét és a szerzői jogokat jelzi, nem szolgál a cikkben szereplő információk forrásmegjelöléseként.

## Külső hivatkozás
Allan W. Pollack megjegyzései a Birthday dalhoz